# 潮州市图书馆
潮州市图书馆，是中华人民共和国广东省潮州市的一级公共图书馆，成立于1961年，前身系潮安县图书馆。其馆址位于湘桥区潮州大道中段，占地面积36亩、建筑面积28000平方米，大楼共五层。
该馆隶属于潮州市文化广电旅游体育局，共收藏30万册书籍，设计1500个阅览座位及30T电子资源库，每日平均接待读者1800人次。

## 历史
1961年，潮安县图书馆成立，1983年随着潮安县并入潮州市（县级），遂改名潮州市图书馆。
1992年，潮州市人民政府决定，在西马路建设图书馆新址（即后来的湘桥区谢慧如图书馆），由市政府拔款兴建第一期工程，泰国华侨谢慧如则捐资续建第二期工程。为彰誉谢慧如爱国爱乡的义举，潮州市政府决定易名“谢慧如图书馆”命名。该馆建筑面积4,800平方米，藏书达三十万册。
2004年潮州市图书馆新址开始立项建设，于2008年动工，总投资基础设施约1.4亿元。但由于时任潮州市市长汤锡坤的贪污腐败，工程曾一度烂尾，直至2017年刘小涛上台成为潮州市委书记之后，建设进程与速度得以加快。
2018年5月24日，潮州市图书馆在第六次全国县级以上公共图书馆评估定级中，被评为全国公共图书馆地市级一级馆。
2018年6月1日，位于潮州大道的潮州市图书馆、潮州市档案馆新馆正式对外开放，开放当天由于是六一国际儿童节，故此有大量少年儿童与家长前来参阅。而位于老市区西马路的谢慧如图书馆则定位为国家二级图书馆，易名“湘桥区谢慧如图书馆”，于7月11日闭馆改造维修，直至2020年1月18日湘桥区谢慧如图书馆重新对外开放。

## 设施
潮州市图书馆新馆设有文化信息资源共享工程、24小时自助图书馆、智慧空间、少儿借阅厅、报告厅、培训室、外借厅、读者自修厅、期刊阅览厅、多媒体中心、视障室、参考咨询厅、地方文献厅、古籍书库及会议室等设施，是兼具传统和数字图书馆功能的现代化图书馆。
在配套设施方面，潮州市图书馆采用全自动RFID技术管理，实现自主办证，支持使用二代公民身份证、二维码、条形码、刷脸等实行自助借阅，即身份证可作为借阅证。通过智能书架、智能查询系统及自动图书分链系统实现图书馆自动化及智能化，可全天候无障碍还书。在数字阅读读者体验区，配备电子图书瀑布屏等多个触摸屏供读者阅读数字报纸、期刊及电子图书等数字读物，及十位高清数字光盘体验区。此外，读者可通过该馆官网、微信公众号、移动图书馆等平台实现图书查询、续借及电子书阅读等功能。
24小时自助图书馆设于图书馆一楼，面积300多平方米，提供60个座位，集办证、查询、借书、还书、续借等功能为一体。通过智能书架系统，实时自动精准获取在架图书馆信息，实现读者自助上架还书，做到图书馆服务全年全天候无闭馆。进入自助图书馆需出示身份证通过刷卡感应器方可进入。
潮州市图书馆亦部署1000M无线Wifi覆盖，读者在该馆可通过官方公众号连接。

## 楼层分布
- 一层：服务大厅、24小时自助图书馆、少儿借阅厅、智慧空间、自动分拣室、学雷锋志愿者服务站
- 二层：外借厅（一）、外借厅（二）、采编部、报告厅、培训室
- 三层：现刊阅览厅、过刊书库、多媒体中心、视障室、读者自修厅、计算机房
- 四层：参考咨询厅、地方文献厅、特藏书库、估计书库、特研室、行政办公区
- 五层：基本书库、农家书屋流动库[3]

## 开放时间
周二至周日09:00-21:00（北京时间），国家法定节假日闭馆。24小时自助图书馆全天开放。

## 交通
潮州粤运公交110路（意溪松林寺-市交警支队）。叮嗒共享单车在图书馆门口设有站点，市民可通过叮嗒骑行前往。